# Mistrzostwa Świata FIBT 1983
Mistrzostwa Świata FIBT 1983 odbyły się w dniu 18 lutego 1983 w amerykańskiej miejscowości Lake Placid, gdzie rozegrano konkurencję męskich dwójek i czwórek bobslejowych.

## Dwójki
- Data: 18 lutego 1983

| Miejsce | Narodowość | Zawodnik                             | czas |
| ------- | ---------- | ------------------------------------ | ---- |
| 1       | Szwajcaria | Ralph Pichler Urs Leuthold           | -    |
| 2       | Szwajcaria | Erich Schärer Max Rüegg              | -    |
| 3       | NRD        | Wolfgang Hoppe Dietmar Schauerhammer | -    |

## Czwórki
- Data: 18 lutego 1983

| Miejsce | Narodowość | Zawodnik                                                    | czas |
| ------- | ---------- | ----------------------------------------------------------- | ---- |
| 1       | Szwajcaria | Ekkehard Fasser Hans Märchy Kurt Poletti Rolf Strittmatter  | -    |
| 2       | RFN        | Klaus Kopp Gerhard Öchsle Günther Neuburger Hajo Schumacher | -    |
| 3       | NRD        | Detlef Richter Henry Gerlach Thomas Forch Dietmar Jerke     | -    |

## Tabela medalowa
| Miejsce | Państwo    |   |   |   | Razem |
| ------- | ---------- | - | - | - | ----- |
| 1.      | Szwajcaria | 2 | 1 | 0 | 3     |
| 2.      | RFN        | 0 | 1 | 0 | 1     |
| 3.      | NRD        | 0 | 0 | 2 | 2     |